# Bolivia op de Olympische Zomerspelen 2024
Bolivia nam deel aan de Olympische Zomerspelen 2024 in Parijs, Frankrijk.

## Aantal deelnemers
Hieronder volgt een overzicht van de atleten die zich kwalificeerden voor de Olympische Zomerspelen van 2024.
| Sport    | Mannen | Vrouwen | Totaal |
| -------- | ------ | ------- | ------ |
| Atletiek | 1      | 1       | 2      |
| Zwemmen  | 1      | 1       | 2      |
| Totaal   | 2      | 2       | 4      |

## Deelnemers en resultaten

### Atletiek

#### Loopnummers
Mannen
| atleet         | onderdeel | series | series | herkansingen | herkansingen | halve finale | halve finale | finale     | finale |
| atleet         | onderdeel | tijd   | rang   | tijd         | rang         | tijd         | rang         | tijd       | rang   |
| -------------- | --------- | ------ | ------ | ------------ | ------------ | ------------ | ------------ | ---------- | ------ |
| Héctor Garibay | marathon  | n.v.t. | n.v.t. | n.v.t.       | n.v.t.       | n.v.t.       | n.v.t.       | 2.15.54 SB | 60     |

Vrouwen
| atlete           | onderdeel | voorronde | voorronde | series | series | kwartfinale | kwartfinale | halve finale   | halve finale   | finale         | finale         |
| atlete           | onderdeel | tijd      | rang      | tijd   | rang   | tijd        | rang        | tijd           | rang           | tijd           | rang           |
| ---------------- | --------- | --------- | --------- | ------ | ------ | ----------- | ----------- | -------------- | -------------- | -------------- | -------------- |
| Guadalupe Torrez | 100 m     | 11,60     | 3 Q       | 11,68  | 8      | n.v.t.      | n.v.t.      | niet geplaatst | niet geplaatst | niet geplaatst | niet geplaatst |

### Zwemmen
Mannen
| atleet                  | onderdeel        | series  | series | halve finale   | halve finale   | finale         | finale         |
| atleet                  | onderdeel        | tijd    | rang   | tijd           | rang           | tijd           | rang           |
| ----------------------- | ---------------- | ------- | ------ | -------------- | -------------- | -------------- | -------------- |
| Esteban Núñez del Prado | 200 m wisselslag | 2.08,10 | 23     | niet geplaatst | niet geplaatst | niet geplaatst | niet geplaatst |

Vrouwen
| atlete            | onderdeel       | series | series | halve finale   | halve finale   | finale         | finale         |
| atlete            | onderdeel       | tijd   | rang   | tijd           | rang           | tijd           | rang           |
| ----------------- | --------------- | ------ | ------ | -------------- | -------------- | -------------- | -------------- |
| María José Ribera | 50 m vrije slag | 26,07  | 28     | niet geplaatst | niet geplaatst | niet geplaatst | niet geplaatst |